# Hall of Fame della FIDAL
La Hall of Fame della FIDAL (Federazione Italiana di Atletica Leggera) è una hall of fame che include gli atleti italiani che abbiano ottenuto risultati ai massimi livelli internazionali dell'atletica leggera.

## Criteri di inclusione
Vi sono inclusi tutti gli atleti italiani che abbiano conquistato una medaglia d'oro ai Giochi olimpici estivi, ai Campionati del mondo di atletica leggera o ai Campionati europei di atletica leggera, o che abbiano stabilito un record mondiale di atletica leggera, con l'esclusione degli atleti in attività.

## Membri
Titolo olimpico, mondiale ed europeo
- Alberto Cova

Titolo olimpico e mondiale
- Ivano Brugnetti
- Maurizio Damilano

Titolo olimpico, europeo e record mondiale
- Luigi Beccali
- Adolfo Consolini
- Pietro Mennea
- Sara Simeoni

Titolo olimpico ed europeo
- Stefano Baldini
- Gelindo Bordin
- Pino Dordoni
- Abdon Pamich
- Alex Schwazer

Titolo olimpico e record mondiale
- Alessandro Andrei
- Livio Berruti
- Ondina Valla

Titolo olimpico
- Gabriella Dorio
- Ugo Frigerio

Titolo mondiale ed europeo
- Francesco Panetta
- Annarita Sidoti

Titolo mondiale
- Michele Didoni
- Giuseppe Gibilisco
- Fiona May
- Fabrizio Mori

Titolo europeo e record mondiale
- Salvatore Morale
- Claudia Testoni

Titolo europeo
- Salvatore Antibo
- Franco Arese
- Andrea Benvenuti
- Fabrizio Donato
- Armando Filiput
- Roberto Frinolli
- Libania Grenot
- Maria Guida
- Andrew Howe
- Anna Incerti
- Alessandro Lambruschini
- Stefano Mei
- Venanzio Ortis
- Eddy Ottoz

Record mondiale
- Ernesto Ambrosini[3]
- Marcello Fiasconaro
- Giuseppe Gentile
- Carlo Lievore
- Paola Pigni

## Atleti in attività già qualificati
Titolo olimpico, mondiale ed europeo
- Gianmarco Tamberi

Titolo olimpico e mondiale
- Massimo Stano

Titolo olimpico ed europeo
- Marcell Jacobs
- Antonella Palmisano
- Filippo Tortu

Titolo olimpico
- Fausto Desalu
- Lorenzo Patta

Titolo europeo
- Yemaneberhan Crippa
- Nadia Battocletti
- Leonardo Fabbri
- Roberto Rigali
- Matteo Melluzzo
- Sara Fantini
- Lorenzo Simonelli
- Daniele Meucci